# جوان أولدهام
جوان أولدهام (بالإنجليزية: Jawann Oldham)‏ مواليد 4 يوليو 1957 في شيكاغو، هو لاعب كرة سلة أمريكي معتزل. بدأ مسيرته الاحترافية في سنة 1980. تم اختياره من قبل فريق دنفر ناغتس خلال الدرافت. يبلغ طوله 7 قدم 0 بوصة (2.1 م). اعتزل اللعب في 1996. أحرز خلال مسيرته في الإن بي إيه 1455 نقطة بمعدل 4.4 نقاط في المباراة الواحدة.

## المسيرة الاحترافية
لعب مع دنفر ناغتس في سنة 1980، ثم لعب مع هيوستن روكتس في موسم 1981–1982، ثم لعب مع شيكاغو بولز من سنة 1982 إلى 1986، ثم لعب مع نيويورك نيكس في موسم 1986–1987، ثم لعب مع سكرامنتو كينغز في موسم 1987–1988، ثم لعب مع أورلاندو ماجيك في سنة 1990، ثم لعب مع لوس أنجلوس ليكرز في سنة 1990، ثم لعب مع إنديانا بايسرز في سنة 1991.

## روابط خارجية
- جوان أولدهام على موقع إن بي أي (الإنجليزية)
- جوان أولدهام على موقع سبورتس رفرنس (الإنجليزية)
- جوان أولدهام على موقع كرة السلة الأوروبية.كوم (الإنجليزية)
- جوان أولدهام على موقع كلية كرة السلة في سبورتس رفرنس.كوم (الإنجليزية)
- جوان أولدهام على موقع ريلجم (الإنجليزية)
- جوان أولدهام على موقع بروبوليرز (الإنجليزية)